# Benkovski (Kardzjali)
Benkovski (Bulgaars: Бенковски) is een dorp in het zuiden van Bulgarije. Het is gelegen in de gemeente Kirkovo, oblast Kardzjali. Het dorp ligt hemelsbreed op 31 km van de stad Kardzjali en 216 kilometer ten zuidoosten van Sofia. 

## Bevolking
Benkovski is het grootste dorp in oblast Kardzjali, met bijna 2500 inwoners (peildatum 2019). Het dorp telde in december 2019 2477 inwoners, een stijging vergeleken met het minimum van 873 personen in 1985, maar een daling vergeleken met het maximum van 2.641 in 1975. 
|  |

Van de 2121 inwoners reageerden er slechts 988 op de optionele volkstelling van 2011. Van deze 988 respondenten identificeerden 513 personen zichzelf als etnische Bulgaren (51,9%), gevolgd door 422 Bulgaarse Turken (42,8%) en 8 Roma (0,8%). 44 respondenten (4,4%) gaven geen definieerbare etniciteit op.
| Etniciteit   | Aantal | %     |
| ------------ | ------ | ----- |
| Bulgaren     | 513    | 51,9% |
| Turken       | 423    | 42,8% |
| Roma         | 8      | 0,8%  |
| Overig       | 44     | 4,4%  |
| Respondenten | 988    |       |